# Parto

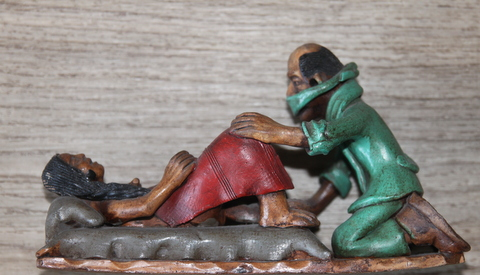
Immagine proveniente dal Perù: un dottore aiuta una donna durante il parto

Il parto è l'espulsione spontanea o l'estrazione strumentale del feto e degli annessi fetali dall'utero materno. Il fenomeno spontaneo per via fisiologica avviene all'interno di una serie di fenomeni definiti travaglio di parto o travaglio.
Il termine si riferisce generalmente alle specie di mammiferi, incluso l'essere umano.

## Il parto nella specie umana

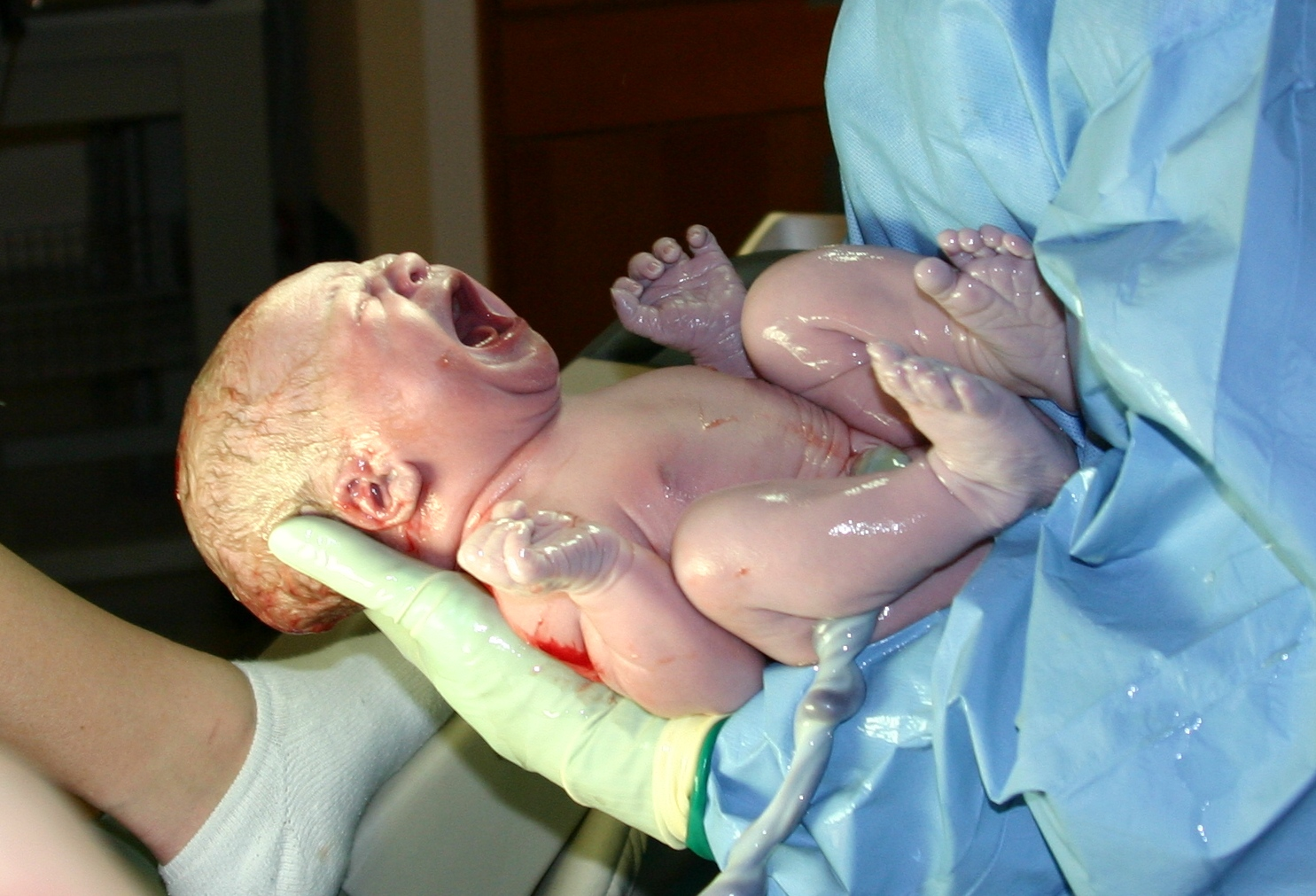
Neonato subito dopo il parto in ospedale

Il parto può distinguersi in "eutocico" o "fisiologico" se avviene spontaneamente, oppure in "distocico" o "non fisiologico" se, in seguito a complicazioni, è necessario l'intervento medico. La distocia può essere provocata da anomalie dell'apparato genitale, da alterazioni della contrazione uterina, da malattie del nascituro o da fattori psichici che ostacolano o impediscono il normale svolgimento del parto.
A seconda del momento della gestazione in cui si verifica, il parto viene detto:
- Abortivo: prima della 22ª settimana (per la legge Italiana, il termine era 25 settimane + 5 giorni), momento in cui giunge a compimento la formazione della rètina (che è sostanza cerebrale), necessaria affinché lo stimolo luminoso attivi il cervello.
- Parto pretermine: prima dell'inizio della 37ª settimana;
- A termine: tra l'inizio della 37ª e la fine della 41ª settimana (41 + 6 giorni);
- Post-termine: dall'inizio della 42ª settimana.

In relazione alla gravidanza post-termine, nella pratica clinica, se le contrazioni non cominciano spontaneamente, l'induzione del parto viene proposta in genere già a partire da 41 settimane + 1 giorno. Questo perché numerosi studi hanno evidenziato un aumento della mortalità e morbilità neonatale dopo le 41 settimane. 
Il calcolo dell'epoca gestazionale va eseguito partendo dal 1º giorno dell'ultima mestruazione (a tale scopo risulta utile un regolo ostetrico) oppure con l'ausilio dell'ecografia mediante la misurazione della biometria fetale (I trimestre, Distanza vertice-sacro dell'embrione).
Nella specie umana, inoltre, il neonato a termine è comunque caratterizzato da una condizione di notevole immaturità e dipendenza, con raggiungimento della maturità fisica solo dopo un periodo estremamente lungo.

## Il parto fisiologico
A scopo puramente didattico, il travaglio può essere suddiviso in 5 fasi:
- Fase prodromica o prodromi di travaglio
- Fase dilatante o primo stadio
- Fase di transizione o di latenza
- Fase espulsiva o secondo stadio
- Secondamento o terzo stadio

Il travaglio comincia con forti e regolari contrazioni uterine accompagnate da modificazioni a carico della cervice (assottigliamento e dilatazione).

### Fase prodromica
È caratterizzata dalla presenza di contrazioni dell'utero a carattere inizialmente irregolare ma con una certa tendenza alla regolarizzazione con il passare delle ore. Queste contrazioni sono diverse dalle contrazioni valide che identificano l'inizio del travaglio, e sono definite "contrazioni di Braxton Hicks" (dal nome del medico inglese che le descrisse). La frequenza e la durata di tali contrazioni varia a livello individuale. La donna avverte il dolore a livello della zona sovrapubica. Inoltre può verificarsi l'espulsione del cosiddetto "tappo mucoso", assieme a piccole striature di sangue dovute alle iniziali modificazioni della cervice uterina.
L'inizio del travaglio può avvenire improvvisamente o gradualmente, e viene definito come regolare attività uterina in presenza di dilatazione della cervice.
La durata di questa fase è molto variabile (anche in base a quando si stabilisce l'inizio); in genere dura circa 5-6 ore nelle nullipare, e anche meno nelle pluripare.

### Fase dilatante

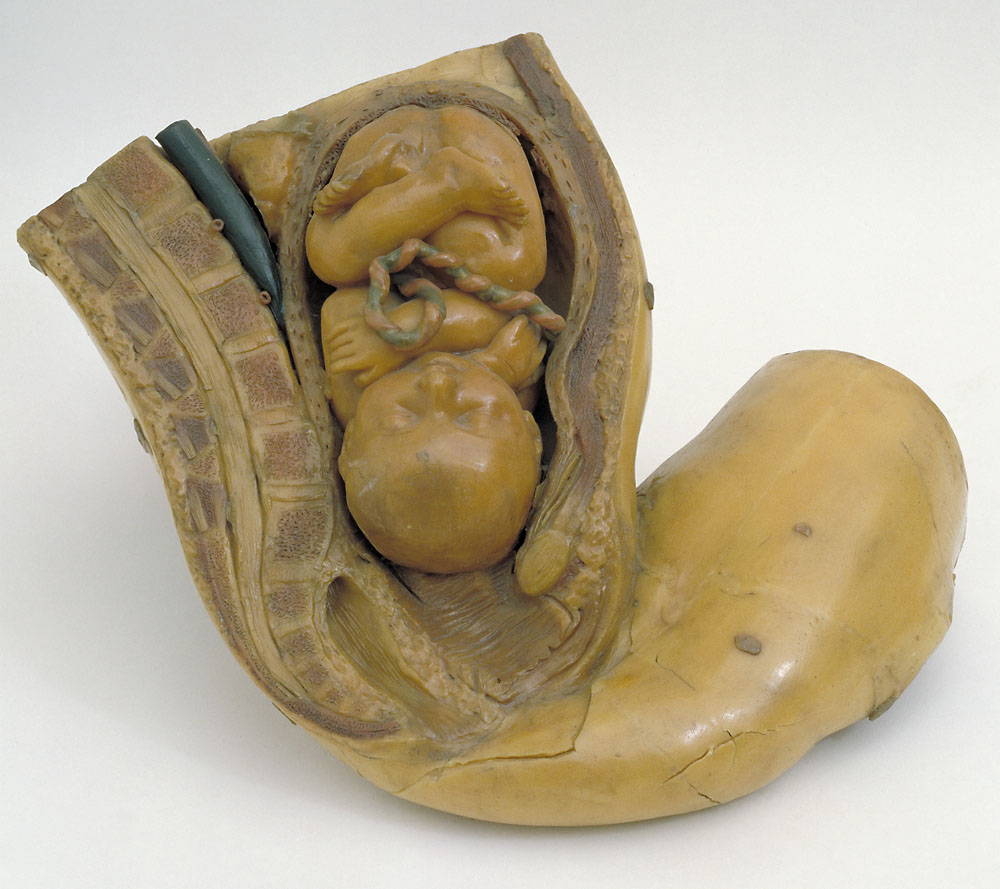
Modello di gravidanza a termine: presentazione cefalica del periodo dilatante.

Le contrazioni diventano regolari (una ogni 3-4 minuti) e in genere aumenta la loro durata (30-40 secondi) e l'intensità.
Durante una contrazione i muscoli lunghi dell'utero si contraggono, dall'alto verso il basso, fino alla fine. Quando la contrazione finisce, i muscoli si rilassano e diventano più corti di quanto erano all'inizio della contrazione stessa. Ciò alza la cervice al livello della testa del bambino. Ogni contrazione dilata la cervice fino alla sua completa dilatazione, che spesso può raggiungere 10 e più centimetri di diametro.
Questa fase termina con il raggiungimento della dilatazione completa della cervice uterina, quando spesso avviene la rottura spontanea delle membrane amniotiche ("rottura delle acque"). Tuttavia quest'ultima può presentarsi spontaneamente anche prima della dilatazione completa (rottura intempestiva delle membrane) e addirittura anche prima dell'inizio del travaglio di parto (rottura prematura delle membrane o PROM). Si parla di PROM pretermine (pPROM), se avviene prima della trentasettesima settimana completa di età gestazionale. 
La rottura delle membrane può inoltre essere indotta artificialmente tramite intervento chirurgico di amniotomia. Il dolore interessa maggiormente la zona lombosacrale. Questa fase dura circa 4-5 ore nelle nullipare e 2 ore nelle pluripare ma anche qui la variabilità da caso a caso può essere molto ampia.

### Fase di transizione o fase di latenza
Al termine della fase dilatante si osserva frequentemente una fase detta di transizione, durante la quale apparentemente l'attività contrattile subisce un rallentamento o una vera e propria pausa, che può durare da pochi minuti a un paio d'ore, durante la quale il miometrio si predispone a cambiare lo schema di movimento delle fibre muscolari per avviare la fase espulsiva.

### Fase espulsiva
Comincia quando la dilatazione è completa. In essa si svolgono i principali fenomeni meccanici del parto ovvero tutti quei movimenti e quelle rotazioni che il feto deve compiere all'interno del canale del parto per poter nascere. Le contrazioni del miometrio sono favorite dall'ormone ossitocina, che viene prodotto dall'ipotalamo e secreto nelle strutture capillari che perfondono la neuroipofisi. La secrezione di ossitocina viene stimolata dai segnali nervosi periferici che hanno origine in seguito alla dilatazione dell'utero. La durata è di un'ora nelle nullipare e circa 20-30 minuti nelle pluripare. In questo caso il medico e l'ostetrica sono molto più fiscali nel dover rispettare il tempo massimo di 1 ora dal momento della dilatazione completa. Tuttavia non tutte le donne sono uguali quindi anche in questo caso si valuta l'intero quadro clinico piuttosto che guardare soltanto l'orologio.
Il bambino viene espulso dall'utero attraverso la vagina sia attraverso contrazioni uterine, sia tramite gli sforzi da parte della madre, che "spinge". L'imminenza del momento del parto può essere valutata basandosi su una scala che misura la dilatazione della cervice, ossia sul cosiddetto Malinas score.

### Secondamento
Comincia subito dopo l'espulsione del feto dall'utero materno e termina con l'espulsione degli annessi fetali (placenta, cordone, membrane amniocoriali). Di solito la placenta viene espulsa entro 20-30 minuti dall'espulsione del feto. Il limite fisiologico è di un'ora, poi si interviene con la rimozione manuale della placenta eseguita in anestesia generale (secondamento manuale). In seguito al secondamento la placenta e gli altri annessi fetali possono rimanere ancora attaccati al neonato per giorni fino al suo naturale distacco in quella che viene chiamata nascita con la placenta o nascita lotus, pratica che è fortemente sconsigliata per problemi infettivi legati al fatto che la placenta, dopo il secondamento, è un tessuto morto.

### Fase post-partum

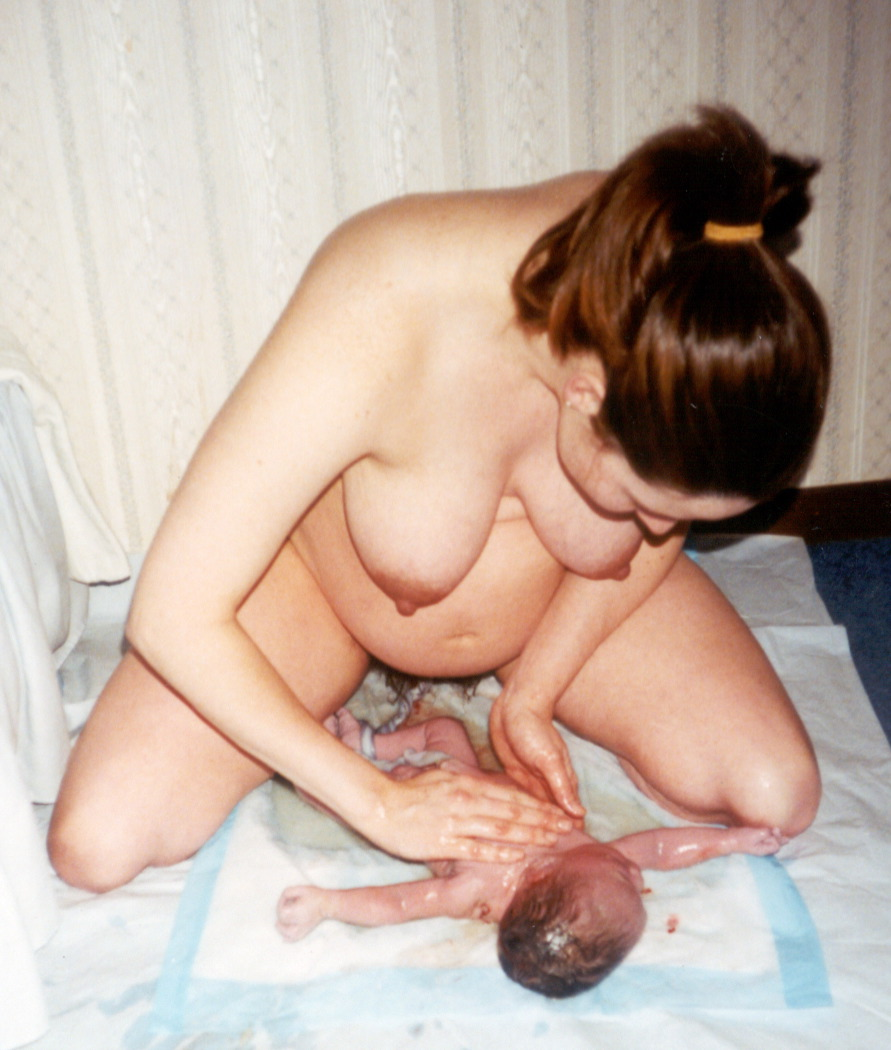
Una donna puerpera osserva la neonata che ha appena dato alla luce.

Comincia subito dopo l'espulsione degli annessi fetali e termina 2 ore dopo. Essa non appartiene alle fasi del parto ed è invece la prima fase del puerperio, tuttavia è bene menzionarla in quest'ambito poiché le principali complicanze correlate al parto (in particolare quelle di tipo emorragico) si verificano in queste prime 2 ore. L'ostetrica controllerà la regolarità dei parametri vitali, come la pressione arteriosa e la frequenza cardiaca, assieme alla perdita ematica. Questa fase è importante anche dal punto di vista medico legale: in Italia, per legge, chi ha assistito al parto deve controllare la paziente per queste 2 ore, eseguendo un controllo generale e verificando perdite di sangue, contrazione e retrazione dell'utero.
Qualora si verifichino significativi rischi medici nel continuare la gravidanza, potrebbe essere necessaria l'induzione della nascita. Dal momento che questa pratica comporta alcuni rischi, viene effettuata soltanto se il bambino o la madre sono in pericolo a causa della gravidanza prolungata. Spesso una gestazione di 42 settimane senza travaglio spontaneo viene usata come indicatore per praticare un'induzione di nascita, sebbene non siano dimostrate conseguenze effettive quando il travaglio viene indotto nelle gravidanze post-termine. Il travaglio indotto aumenta il rischio di ricorso al parto cesareo e di rottura uterina nelle madri che fossero già state sottoposte a parto cesareo.

## Le presentazioni fetali
Presso gli antichi Romani i bambini che alla nascita si presentavano con i piedi venivano chiamati Agrippa per indicare il prenome e il cognome. Così attesta Plinio: «egli è contra natura, che la creatura che nasce venga fuori coi piedi innanzi; e perciò quegli, che così nascono, furon chiamati agrippi, quasi difficilmente partoriti» 

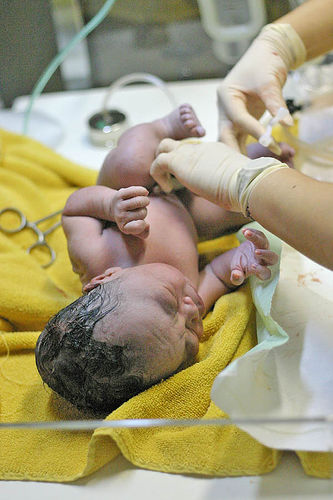
Un neonato con il cordone ombelicale pronto per essere tagliato

Di solito il bambino nasce presentando per prima la testa. In alcuni casi però il bambino si presenta "di podice", nel senso che presenta prima le natiche o i piedi. 
I bambini in posizione podalica possono essere partoriti dalla vagina con l'aiuto di una ostetrica, anche se attualmente la maggior parte dei bambini in posizione podalica sono candidati per un Cesareo Elettivo. 
Ci sono molti tipi di presentazione podalica, ma il più comune è quello in cui le natiche del bambino vengono espulse per prime e le gambe sono piegate sotto il corpo del bambino, con le ginocchia piegate e i piedi vicino alle natiche (full or breech). Simile al caso sopraccitato è quello in cui le gambe del bambino sono stese e vicine alle sue orecchie, mentre in altri casi una o entrambe le gambe stese si presentano per prime. 
Un raro caso di presentazione è quella trasversale. Qui il bambino giace di fianco all'interno dell'utero e una mano o un gomito sono entrati per primi nel canale del parto. Anche se spesso i bambini che si presentano trasversalmente possono cambiare posizione, ciò non si verifica sempre, e in tal caso un parto cesareo diventa necessario.
In caso di presentazione podalica o trasversale è possibile eseguire il rivolgimento per manovre esterne per modificare la presentazione del feto e evitare il taglio cesareo. 

## Parto in acqua

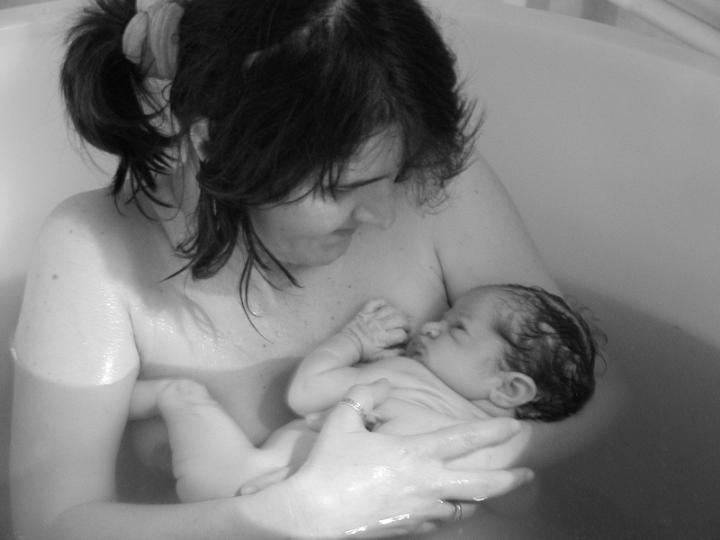
Parto in acqua

Alcune donne scelgono di effettuare il parto in acqua. Secondo alcuni ricercatori il parto in acqua non comporterebbe rischi aggiuntivi per la madre e il bambino, mentre il "Committee on Fetus and Newborn" della American Academy of Pediatric ritiene che la sicurezza del parto nell'acqua non sia dimostrata, che possano sorgere serie complicazioni per il neonato, e consiglia di eseguirlo solo come procedura sperimentale sotto stretto controllo di personale specializzato.

## Dolori del travaglio
La quantità di dolore sofferto durante il parto varia in maniera notevole da donna a donna. Nel parto naturale il dolore può essere completamente assente oppure intenso e agonico, mentre nel cesareo ce n'è poco o nessuno. Molti sono i fattori che influenzano la percezione del dolore: la paura (tocofobia), la quantità di parti precedenti, la presentazione del feto, alcune idee culturali sul parto, la posizione in cui si partorisce, il sostegno ricevuto durante il travaglio, i livelli di beta-endorfina e la soglia di dolore naturale peculiare della gestante. Le contrazioni uterine, sempre intense durante il parto, vengono percepite generalmente come dolorose, anche se il grado di dolore varia da donna a donna e ci sono addirittura alcune persone che trovano piacevoli queste sensazioni.

### Controllo del dolore con strategie non farmacologiche
Il corpo umano possiede dei sistemi per controllare il dolore del travaglio e del parto attraverso la secrezione di beta-endorfine. Come oppiaceo naturale, prodotto dal cervello, la beta-endorfina ha proprietà simili alla petidina, alla morfina, e all'eroina, ed è stato dimostrato che agiscono sugli stessi recettori del cervello. Come l'ossitocina, la beta-endorfina è secreta dalla ghiandola pituitaria, e sono presenti alti livelli durante il sesso, la gravidanza, il parto, e l'allattamento. Questo ormone può indurre sensazioni di piacere ed euforia durante il parto.
Per alleviare le sensazioni dolorose del travaglio e del parto è possibile ricevere aiuto da una qualche preparazione psicologica, educazione, massaggio, ipnosi, terapia idrica in una vasca o doccia. Ad alcune donne piace avere qualcuno che le fornisca sostegno durante il travaglio e il secondamento: spesso componenti della famiglia come la madre, la sorella, una cara amica, il padre del bambino, un partner oppure un professionista addestrato (doula, levatrice, ostetrica). Alcune donne, avendone la possibilità, preferiscono partorire inginocchiate oppure sedute per poter spingere più efficacemente durante la seconda fase del parto, in modo che la gravità fornisca il suo aiuto favorendo la discesa del bambino attraverso il canale del parto.

### Controllo farmacologico del dolore
Il metodo adottato comunemente per il controllo medico del dolore da parto, che non presenta rischi per il nascituro, è detto partoanalgesia o analgesia del parto, che riduce significativamente i dolori associati alle contrazioni e all'espulsione del feto.
L'analgesia per via epidurale si ottiene inserendo una piccola cannula pieghevole (o "cateterino") negli spazi intervertebrali della porzione lombare della spina dorsale; questa metodica prevede l'utilizzo di aghi appositi e di una blanda anestesia locale che elimina il dolore durante la manovra. Una volta inserito, il cateterino viene lasciato in sede, consentendo al personale medico di somministrare analgesici in base a necessità senza ripetere la manovra di inserimento.